# Milano ATP Challenger 2021 - Doppio
Tomislav Brkić e Ante Pavić erano i detentori del titolo, ma hanno deciso di non partecipare in questa edizione.
In finale Vít Kopřiva / Jiří Lehečka hanno sconfitto Dustin Brown / Tristan-Samuel Weissborn con il punteggio di 6-4, 6-0.

## Teste di serie
1. Luis David Martínez /  Rafael Matos (primo turno)
2. Robert Galloway /  Alex Lawson (primo turno)

1. Evan King /  Hunter Reese (primo turno)
2. Sadio Doumbia /  Fabien Reboul (semifinale)

## Wildcard
1. Raul Brancaccio /  Giulio Zeppieri (primo turno)
2. Filippo Carpi /  Leonardo Giuberti (primo turno)

1. Francesco Passaro /  Luca Vanni (quarto di finale)

## Tabellone

### Legenda
| - Q = Qualificato - WC = Wild card - LL = Lucky loser | - ALT = Alternate - SE = Special Exempt - PR = Protected Ranking | - w/o = Walkover - r = Ritirato - d = Squalificato |

|  | Primo turno | Primo turno             | Primo turno             | Primo turno | Primo turno |  |  | Quarti di finale | Quarti di finale      | Quarti di finale      | Quarti di finale     | Quarti di finale     |   |   | Semifinali | Semifinali                            | Semifinali                            | Semifinali               | Semifinali               |   |   | Finale | Finale | Finale | Finale | Finale |  |
|  |             |                         |                         |             |             |  |  |                  |                       |                       |                      |                      |   |   |            |                                       |                                       |                          |                          |   |   |        |        |        |        |        |  |
|  | 1           | LD Martínez R Matos     | 6                       | 4           | [8]         |  |  |                  |                       |                       |                      |                      |   |   |            |                                       |                                       |                          |                          |   |   |        |        |        |        |        |  |
|  |             | D Brown T-S Weissborn   | 4                       | 6           | [10]        |  |  |                  | D Brown T-S Weissborn | D Brown T-S Weissborn | 6                    | 6                    |   |   |            |                                       |                                       |                          |                          |   |   |        |        |        |        |        |  |
|  |             | G Durán G Elias         | G Durán G Elias         | 61          | 5           |  |  | Alt              | P Krstin T-l Wu       | P Krstin T-l Wu       | 4                    | 2                    |   |   |            |                                       |                                       |                          |                          |   |   |        |        |        |        |        |  |
|  | Alt         | P Krstin T-l Wu         | P Krstin T-l Wu         | 7           | 7           |  |  |                  |                       |                       |                      |                      |   |   |            | D Brown T-S Weissborn                 | D Brown T-S Weissborn                 | 7                        | 6                        |   |   |        |        |        |        |        |  |
|  | 3           | E King H Reese          | E King H Reese          | 61          | 65          |  |  |                  |                       |                       | S Walków J Zieliński | S Walków J Zieliński | 5 | 4 |            |                                       |                                       |                          |                          |   |   |        |        |        |        |        |  |
|  |             | R Bonadio T Gabašvili   | R Bonadio T Gabašvili   | 7           | 7           |  |  |                  | R Bonadio T Gabašvili | R Bonadio T Gabašvili | 2                    | 1                    |   |   |            |                                       |                                       |                          |                          |   |   |        |        |        |        |        |  |
|  | WC          | R Brancaccio G Zeppieri | R Brancaccio G Zeppieri | 63          | 4           |  |  |                  | S Walków J Zieliński  | S Walków J Zieliński  | 6                    | 6                    |   |   |            |                                       |                                       |                          |                          |   |   |        |        |        |        |        |  |
|  |             | S Walków J Zieliński    | S Walków J Zieliński    | 7           | 6           |  |  |                  |                       |                       |                      |                      |   |   |            | Dustin Brown Tristan-Samuel Weissborn | Dustin Brown Tristan-Samuel Weissborn | 4                        | 0                        |   |   |        |        |        |        |        |  |
|  | WC          | F Passaro L Vanni       | F Passaro L Vanni       | 6           | 6           |  |  |                  |                       |                       |                      |                      |   |   |            |                                       |                                       | Vít Kopřiva Jiří Lehečka | Vít Kopřiva Jiří Lehečka | 6 | 6 |        |        |        |        |        |  |
|  | WC          | F Carpi L Giuberti      | F Carpi L Giuberti      | 0           | 2           |  |  | WC               | F Passaro L Vanni     | F Passaro L Vanni     | 1                    | 4                    |   |   |            |                                       |                                       |                          |                          |   |   |        |        |        |        |        |  |
|  |             | S Galdós O Luz          | 3                       | 6           | [6]         |  |  | 4                | S Doumbia F Reboul    | S Doumbia F Reboul    | 6                    | 6                    |   |   |            |                                       |                                       |                          |                          |   |   |        |        |        |        |        |  |
|  | 4           | S Doumbia F Reboul      | 6                       | 3           | [10]        |  |  |                  |                       |                       |                      |                      |   |   | 4          | S Doumbia F Reboul                    | S Doumbia F Reboul                    | 5                        | 3                        |   |   |        |        |        |        |        |  |
|  |             | K Drzewiecki SM Gornés  | K Drzewiecki SM Gornés  | 4           | 64          |  |  |                  |                       |                       | V Kopřiva J Lehečka  | V Kopřiva J Lehečka  | 7 | 6 |            |                                       |                                       |                          |                          |   |   |        |        |        |        |        |  |
|  |             | F Romboli M Schnur      | F Romboli M Schnur      | 6           | 7           |  |  |                  | F Romboli M Schnur    | 3                     | 7                    | [14]                 |   |   |            |                                       |                                       |                          |                          |   |   |        |        |        |        |        |  |
|  |             | V Kopřiva J Lehečka     | V Kopřiva J Lehečka     | 6           | 6           |  |  |                  | V Kopřiva J Lehečka   | 6                     | 61                   | [16]                 |   |   |            |                                       |                                       |                          |                          |   |   |        |        |        |        |        |  |
|  | 2           | R Galloway A Lawson     | R Galloway A Lawson     | 4           | 3           |  |  |                  |                       |                       |                      |                      |   |   |            |                                       |                                       |                          |                          |   |   |        |        |        |        |        |  |